# Hairspray (film, 2007)
Pour les articles homonymes, voir Hairspray.
Pour plus de détails, voir Fiche technique et Distribution.
Hairspray est un film musical américain réalisé par Adam Shankman et sorti en 2007. Il s'agit de l'adaptation cinématographique de la comédie musicale éponyme de Marc Shaiman, Thomas Meehan et Mark O'Donnell, créée à Broadway en 2002, elle-même basée sur le film Hairspray de John Waters (1988).
Une suite, Hairspray 2, était envisagée mais le projet a été annulé en 2010.

## Synopsis
Malgré son physique passablement arrondi, la jeune Tracy Turnblad (Nikki Blonsky) n'a qu'une idée en tête : danser dans la célèbre émission de Corny Collins (James Marsden). Par chance, ce dernier assiste à une de ses performances au lycée et lui propose de venir rejoindre son équipe. Tracy devient instantanément une star, s'attirant du même coup la jalousie d'Amber Von Tussle (Brittany Snow), qui régnait jusqu'ici sur le show, avec les soutiens de sa mère Velma (Michelle Pfeiffer), qui est aussi la manageuse de la station. La chance de Tracy tourne lorsque, après avoir été témoin d'une injustice raciale, elle se retrouve poursuivie par la police pour avoir marché à la tête d'une manifestation pour l'intégration des Noirs. Désormais en cavale, ses chances de confronter les Von Tussle au cours de la finale et de remporter le titre de « Miss Hairspray » semblent bien compromises.

## Fiche technique
- Réalisation : Adam Shankman
- Scénario : Leslie Dixon d'après la comédie musicale de Thomas Meehan et Mark O'Donnell et le film de John Waters
- Musique : Marc Shaiman
- Paroles : Scott Wittman et Marc Shaiman
- Chorégraphie : Adam Shankman
- Direction artistique : Dennis Davenport
- Décors : David Gropman
- Costumes : Rita Ryack
- Photographie : Bojan Bazelli
- Montage : Michael Tronick
- Production : Craig Zadan, Neil Meron
- Sociétés de production : Ingenious Film Partners, Zadan / Meron Productions, Offspring Entertainment, Legion Entertainment, Storyline Entertainment
- Sociétés de distribution : New Line Cinema
- Format : couleurs - 35 mm - 2,35:1 - son Dolby Digital / SDDS / DTS
- Durée : 117 minutes
- Dates de sortie :
  - États-Unis : 20 juillet 2007
  - France : 22 août 2007[2]

## Distribution
- Nikki Blonsky (VF : Adeline Moreau ; VQ : Claudia-Laurie Corbeil) : Tracy Turnblad
- Zac Efron (VF : Yoann Sover ; VQ : Xavier Dolan) : Link Larkin
- John Travolta (VF : Thierry Hancisse ; VQ : Jean-Luc Montminy) : Edna Turnblad
- Michelle Pfeiffer (VF : Emmanuelle Bondeville ; VQ : Élise Bertrand) : Velma Von Tussle
- Brittany Snow (VF : Alexandra Garijo ; VQ : Annie Girard) : Amber Von Tussle
- Amanda Bynes (VQ : Stéfanie Dolan) : Penny Pingleton
- Elijah Kelley (VQ : Francis Greffard) : Seaweed J. Stubbs[3]
- James Marsden (VF : Emmanuel Curtil ; VQ : Martin Watier) : Corny Collins
- Queen Latifah (VF : Marie-Christine Darah ; VQ : Sophie Faucher) : Motormouth Maybelle Stubbs
- Christopher Walken (VF : Patrick Floersheim ; VQ : Hubert Gagnon) : Wilbur Turnblad
- Allison Janney (VF : Anne Jolivet) : Prudy Pingleton
- Jerry Stiller (VQ : Hubert Fielden) : M. Pinky
- Taylor Parks : Petite Inez
- Paul Dooley : M. Spritzer

## Chansons du film
1. Good Morning, Baltimore - Tracy, Denizens of Baltimore
2. The Nicest Kids in Town - Corny, Council Members**
3. It Takes Two - Link, Tracy, Ensemble Guys
4. (The Legend of) Miss Baltimore Crabs - Velma, Council Members**
5. I Can Hear the Bells - Tracy, Ensemble Girls
6. Ladies' Choice - Link*
7. The New Girl in Town - Amber, Councilettes*
8. Welcome to the '60s! - Tracy, Edna, Dynamites, Hefty Hideaway Girls**
9. Run and Tell That! - Seaweed, Ensemble
10. Big, Blonde and Beautiful - Motormouth, Ensemble**
11. Big, Blonde and Beautiful (reprise) - Edna, Velma*
12. (You're) Timeless to Me - Wilbur, Edna
13. I Know Where I've Been - Motormouth, Ensemble
14. Without Love - Link and Tracy, Seaweed and Penny
15. (It's) Hairspray - Corny, Council Members**
16. You Can't Stop the Beat - Tracy, Link, Penny, Seaweed, Edna, Motormouth**
17. Come So Far (Got So Far to Go) - Motormouth, Tracy, Link, Seaweed* (générique de fin)

Légende : * = nouvelle chanson ; ** = nouvelle version

### Chansons coupées
1. Cooties - Amber
2. Mama, I'm a Big Girl Now - Tracy, Amber, Penny, Edna, Velma, Prudy
3. I can wait - Tracy[4]

### Chansons originales non retenues
- The Madison (numéro de danse, remplacé par Ladies' Choice)
- The Big Dollhouse - Matron, Velma, Edna, Amber, Little Inez, Motormouth, Penny, Tracy
- Good Morning Baltimore (reprise) - Tracy (remplacé par I Can Wait)

## Autour du film
- Quinze ans plus tard, après avoir joué dans Batman : Le Défi  en 1992, Christopher Walken, retrouve Michelle Pfeiffer.
- Comme dans le film original où elle était incarnée par le travesti Divine et dans la comédie musicale (Harvey Fierstein), le personnage d'Edna Turnblad est joué par un homme.
- Le costume et les prothèses en silicone de John Travolta pesaient plus de 14 kilos.
- Jerry Stiller, qui joue Mr. Pinky, tenait le rôle de Wilbur Turnblad dans la version originale de 1988.
- Ricki Lake, qui interprète un agent, tenait le rôle de Tracy Turnbald dans la version originale de 1988.
- Le film réunit les stars des deux films Grease : John Travolta qui jouait dans le premier film, à laquelle une scène de Hairspray rend hommage : celle où l'acteur chante dans le magasin de vêtements, et Michelle Pfeiffer, vedette de la suite.
- Meryl Streep et Madonna étaient pressenties pour le rôle de Velma Von Tussle avant que Michelle Pfeiffer soit définitivement sélectionnée.
- Le film a reçu la classification « PG », c'est-à-dire Parental Guidance (« Accord parental souhaitable »), pour un vocabulaire vulgaire de temps en temps ainsi que pour des scènes où des adolescents fument[5].
- John Waters, le réalisateur du film originel, joue le rôle du pervers exhibitionniste en imperméable pendant la chanson Good Morning Baltimore.
- C'est en voyant ce film avec sa fille Suri que l'acteur / producteur Tom Cruise décida de rejoindre le casting de Rock Forever pour interpréter le rôle de Stacee Jaxx.